# Mario Cholette
Mario Cholette est un poète, slammeur et romancier québécois. Il est né en 1961 à Verdun (Montréal). Il enseigne la littérature au Cégep du Vieux Montréal. L'essentiel de son œuvre poétique a été publié aux Écrits des Forges. Selon le poète et critique Claude Beausoleil, Le Temps des pierres «est peut-être le plus accompli des recueils de Mario Cholette» Selon Jocelyne Felx,  "Il entre dans le livre [de Cholette]  quelque génie d'adolescence indomptée ".    

## Honneurs
- Le Temps des pierres a été finaliste au Prix de poésie Terrasses Saint-Sulpice en 2003.
- Mario Cholette a remporté plusieurs soirées de slam  de la Ligue québécoise de slam.
- Il a remporté la finale de Slam Macadam, le samedi 21 juin 2008[3].
- Il a été nommé recrue du mois de janvier 2016 pour Marie-Louise court dans la neige par le site La recrue du mois[4].